# Iván Amaya
Pour les articles homonymes, voir Amaya.
Iván Amaya Carazo est un footballeur espagnol né le 3 septembre 1978 à Madrid.

## Carrière
- 1997-2000 : Rayo Vallecano  Espagne
- 2000-2002 : Atlético de Madrid  Espagne
- 2002-2003 : Espanyol Barcelone  Espagne
- 2003-2005 : Getafe CF  Espagne
- 2004-2007 : CF Murcia  Espagne
- 2007-2009 : Elche CF  Espagne
- 2009 : Udinese Calcio  Italie
- 2009-2010 : Grenade CF  Espagne
- 2010-2012 : Real Murcie  Espagne
- 2012- : Apollon Limassol  Chypre